# Céfalo (hijo de Hermes)

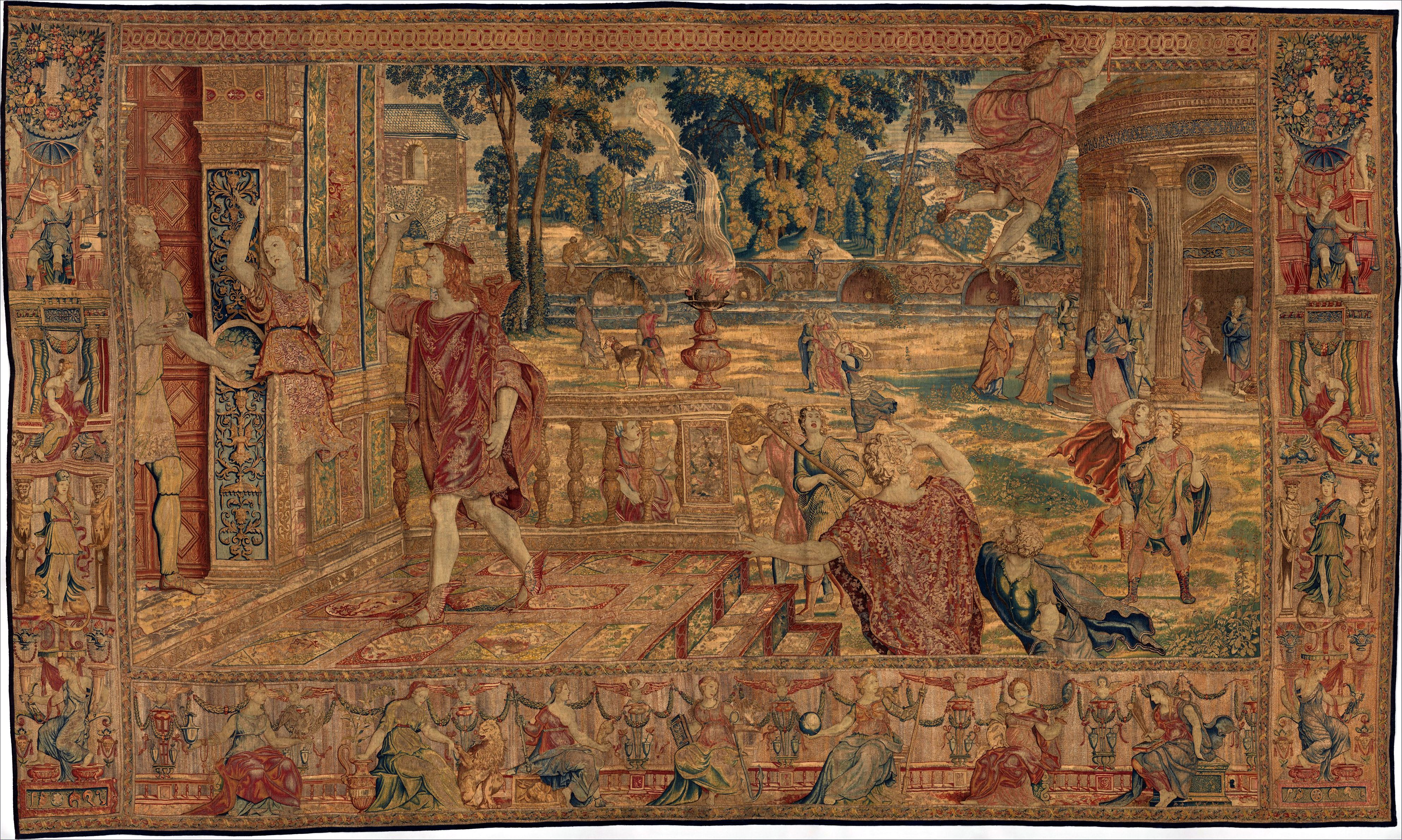
Aglauro es convertida en piedra.

En la mitología griega, Céfalo (griego: Κέφαλος, latín: Cephălus) fue un ateniense, hijo de Hermes y Herse, hija de Cécrope, o Creúsa, hija de Erecteo. Algunos dicen incluso que es hijo de Pandión.
Eos enamorada de Céfalo, lo raptó y después de unirse a él en Siria concibió a Titono, de quien nació Faetonte o Faetón. De éste Céfalo descienden los reyes de Chipre, en esta sucesión: Céfalo - Titono- Faetonte - Astínoo - Sándoco - Cíniras. Otros dicen que de Céfalo y Eos nació el epónimo Pafo.
En la Teogonía se dice que Céfalo y Eos fueron los padres (y no abuelos) de Faetonte, y en esta versión Faetonte fue raptado, aún cuando era sólo un niño, por Afrodita, que lo hizo guardián de sus templos.De acuerdo con los mitos sobre asterismos el lucero del alba, también llamado el Lucífero, Héspero o Faetón, y como en esta última variante se le vuelve a imaginar como hijo de Céfalo y Eos.
Dice Pausanias que en Cerámico (Atenas) el primer pórtico a la derecha es el llamado del rey, donde se sienta el rey que ejerce la magistratura anual de arconte rey. Sobre el tejado de este pórtico hay imágenes de tierra cocida: Teseo lanzando al mar a Escirón y Hémera llevando a Céfalo, del que dicen que era hermosísimo y fue raptado por Hémera enamorada, y que tuvo un hijo, Faetón, que como es fama fue raptado por Afrodita.
Al menos una fuente indentifica a este Céfalo con el otro Céfalo, hijo de Deyoneo, diciendo que este último fue el amante de Eos.Selene, la hermana de Eos, también abdujo a uno de sus hermosos amantes, en este caso, Endimión.